# Lorrains
Pour les articles homonymes, voir Lorrain (homonymie).
Les Lorrains sont les habitants de la Lorraine et, sur le plan migratoire, un peuple originaire de cette région historique et culturelle située dans le Nord-Est de la France, au sein du Grand Est. Ils sont une part du peuple français depuis l'acquisition progressive par la France des divers territoires formant la Lorraine contemporaine.
La dernière estimation de population de la Lorraine administrative est de 2 346 292 habitants en janvier 2014. Concernant le nombre factuel des Lorrains autochtones, en Lorraine et dans la France entière, il est difficile à déterminer car le  gouvernement français ne fait pas ce genre de statistiques.
Selon une enquête de LH2 faite en 2014, 81 % des habitants de la Lorraine se déclarent attachés à leur région, une proportion supérieure de 8 points à la moyenne nationale.
Sur le plan linguistique, les individus lorrains se divisent traditionnellement en deux groupes principaux : les Lorrains romans, dits aussi francophones et les Lorrains germanophones, dits aussi allemands entre le Moyen Âge et le XIXe siècle. Sur le plan religieux, la plupart des Lorrains sont catholiques et cela depuis plusieurs siècles, ils incluent également une communauté juive ainsi que quelques protestants. Par ailleurs, ils ont pour patron saint Nicolas depuis 1477, ainsi que sainte Oranne chez les germanophones.

## Ethnonymie
En lorrain roman : Lourrains. En francique lorrain : Lotrénger, Loutrénger, (lb) ; Lottrénger, Lothrénger (fm) ; Lottrìnger, Lothrìnger (frl). En allemand : Lothringer.
Formes anciennes, au pluriel : Lorreins, Loreins ; au singulier : Lorhier.
L'ethnonyme et gentilé Lorrains, ne désigne à l'origine que les individus du duché de Lorraine, ce dit duché ne s'étendait pas sur la totalité de la Lorraine contemporaine. Il y avait alors d'un côté les Lorrains, d'un autre les Barrois alias les Barisiens (duché de Bar), ainsi que les Évêchois (Trois-Évêchés) et les Luxembourgeois de la prévôté de Thionville, etc.
Puis, à la suite des acquisitions successives de ces territoires par le royaume de France, celui-ci ayant fini par les regrouper, en 1766, dans une seule entité dénommée Grand-gouvernement de Lorraine-et-Barrois, le mot Lorrains a progressivement fini par désigner les habitants de cette dernière entité, supprimée et convertie en quatre départements en 1790. Ceux-ci étant la Meurthe, devenue Meurthe-et-Moselle en 1871 ; la Meuse ; la Moselle et les Vosges. Depuis lors, les Lorrains se distinguent en quatre hyponymes : les Meurthois, devenus les Meurthe-et-Mosellans après 1871 ; les Meusiens ; les Mosellans et les Vosgiens.
Concernant les Lorrains germanophones, ils sont historiquement connus sous le nom de Lorrains-Allemands,, également écrit Lorrains allemands. Cette appellation était toujours utilisée dans les années 1850, et 1860, mais après l'annexion de 1871-1918, elle est devenue ambiguë, voire problématique, cela à cause de ladite annexion et son usage a fini par disparaître ; contrairement à l'appellation de Suisses allemands qui, elle, est toujours usitée au XXIe siècle,. Les dénominations Lorrains germanophones, et Lorrains franciques apparaissent au XXe siècle ; elles sont depuis lors employées pour désigner les Lorrains concernés.
Quant aux Lorrains francophones, ils peuvent parfois être mentionnés, avant 1871, sous le nom de Lorrains français, cela par rapport à la langue qu'ils parlent, ou pour les différencier des Lorrains dits allemands.
Pour la période allant de 1871 à 1918, le terme Lorrains désigne deux choses : les Lorrains de la Lorraine annexée par l'Empire allemand pour une part et les Lorrains de la Lorraine restée française pour l'autre. Le gentilé Alsaciens-Lorrains est quant à lui relatif à l'Alsace-Lorraine dans son ensemble.

## Anthroponymie
Les noms de famille issus de la Lorraine romane sont romans, dont Claudel ; Demange, Grandemange, Petitdemange ; Grandidier ; Lorrain, Laurain, Lelorrain ; Mangin ; Pierrel, Pierrat ; Simonin ; Thirion, Thiriet ; etc.
Ceux originaires de la Lorraine allemande sont généralement allemands, certains de ces patronymes proviennent d'immigrants germanophones ayant servi à repeupler la Lorraine dite allemande à la suite de la guerre de Trente Ans. Parmi ceux qui évoquent une localité lorraine, il y a entre autres Brettnacher, signifiant « habitant de Brettnach » et Rimlinger « habitant de Rimling », ; noms également traduisibles par les gentilés français de ces deux villages : Brettnachois et Rimlingeois.

## Anthropogéographie
Les Lorrains sont voisins des Belges, des Luxembourgeois et des Allemands au Nord ; des Alsaciens à l'Est ; des Francs-Comtois au Sud et des Champenois à l'Ouest.
Au début du XXIe siècle, l'Ouest du département des Vosges et la totalité de celui de la Meuse sont situés dans la « diagonale du vide », c'est-à-dire que la densité de population y est faible ainsi qu'inférieure à la moyenne nationale.

## Anthropologie et ethnologie

### Origines
Les quatre départements lorrains correspondent à une partie du Sud-Est de l'ancienne Gaule belgique, cette partie était alors occupée par des peuples celtes, soit entre autres les Médiomatriques, les Leuques et les Trévires.
D'après les travaux d'Alain Simmer, les divers dialectes traditionnels des Lorrains germanophones, qui sont regroupés sous l'appellation récente de « francique lorrain », sont issus des parlers celto-germaniques de la Gaule belgique et non de la langue de l'envahisseur Franc.

### Époque moderne
Les Lorrains sont cités en 1613 comme étant mêlés en matière de mœurs : ils tiennent un peu des Français et un peu des Allemands, ayant quelque peu la courtoisie et la civilité des Français. Quelques gentilshommes vivent presque à l'allemande, les autres tâchent de former leurs actions à la française, surtout la Cour du duc de Lorraine qui s'efforce d'imiter en toute chose celle de France. La population lorraine a par ailleurs éprouvé de grandes pertes pendant le XVIIe siècle par l'effet des guerres, à la suite de quoi le territoire lorrain est repeuplé.
Au début du XVIIIe siècle, Henri de Boulainvilliers en fait le portrait suivant : « ils sont en général extrêmement attachés aux anciens usages, ils ne se peuvent pas résoudre à les changer s'ils n'y sont contraints par la force, mais la contrainte est chez eux sujette à de grands inconvénients, car ce peuple, naturellement pesant et patient, s'anime d'une férocité toute singulière quand il est une fois irrité. »
Au milieu du XVIIIe siècle, Jean-Baptiste Ladvocat décrit les Lorrains comme étant vaillants, laborieux, très attachés à leur princes et à la religion catholique ; fort propres aux arts et aux sciences, mais aimant mieux le métier de la guerre. D'autre part, ils ont fort peu de commerce avec les pays étrangers, trouvant chez eux ce qui leur est nécessaire, leur principal commerce consiste en grains, vins et toiles.
Depuis plusieurs siècles, un grand nombre de juifs allemands étaient venus successivement s'établir en Lorraine, où ils furent tolérés indéfiniment jusqu'en 1721. À cette date, le duc Léopold ordonna aux familles dont l'établissement ne remontant pas à 40 ans de s'en éloigner. Cet ordre fut ensuite mitigé, et, en 1733, 180 familles furent admises à jouir du droit de protection, moyennant un tribut particulier de 10 000 livres de Lorraine ; elles s'organisèrent alors en communauté, sous la direction d'un rabbin et de plusieurs syndics. Vers 1763, Hans Caspar Hirzel indique que les villages de la Lorraine germanophone sont peuplés de jeunes gens grands, bienfaits et de la constitution la  plus robuste.
En 1778, selon Nicolas Durival, les Lorrains vivent bien avec leurs voisins Alsaciens, Allemands et Comtois. Par contre, ils ne sont pas aimés des Barrois et encore moins des Messins, cela à cause des guerres du passé,. Sur le plan artistique, ils se sont distingués dans la peinture, le dessin, la gravure, la sculpture : les édifices, qui sont en grand nombre dans la Lorraine du XVIIIe siècle, attestent leurs succès dans l'architecture.

### Époque contemporaine
En 1804, le préfet de la Meurthe désigne les habitants du Nord-Est de ce département comme étant de « race allemande », il ajoute que les mœurs comme les usages y ont conservé dans toute sa force l'empreinte de cette origine, tout cela étant rédigé dans un mémoire statistique destiné au Ministère de l'intérieur.
Dans les années 1830, d'après Émile Bégin, les Lorrains présentent une nuance intermédiaire entre la vivacité française et le flegme allemand. Ils sont laborieux, braves, économes et attachés au sol qui les a vus naître, ils ont une taille svelte et aisée qui varie entre 1,62 m et 1,79 m, pour une taille moyenne de 1,68 m. Concernant les rives de la Sarre et certaines communes autour de Mirecourt, l'auteur parle d'« une race haute, forte, et communément de belle carnation ; elle dégénère dans les vignobles ».
Vers 1835, on rencontre parfois dans les environs de Montmédy, de Verdun et de Stenay, des bandes nomades colportant le produit des faïenceries et des verreries du département de la Moselle. Ce sont des familles bohémiennes fixées dans les cantons boisés de Bitche et de Forbach. Elles ont choisi pour moyen d'existence un genre d'industrie qui décèle leur ancien attachement à l'indépendance et la vie errante. Ces familles voyagent emportant leurs ustensiles de ménage et suivies d'animaux domestiques qu'elles élèvent dans leurs courses ; elles campent, couchent et font leur cuisine en plein air. Les Bohémiens lorrains paraissent différer des Bohémiens du Languedoc et du Roussillon. Le mariage est ignoré de ce peuple singulier, femmes et enfants, tout vit en commun et le chef exerce un pouvoir suprême.
Au milieu du XIXe siècle, selon M. Lagneau, les habitants de la Lorraine germanophone présenteraient assez exactement la même conformation que ceux de la Lorraine francophone, la population occupant anciennement la région aurait donc conservé son type anthropologique. Le descriptif physique des Lorrains non germanisés étant le suivant : généralement de petite taille, leurs cheveux sont ordinairement châtains, fréquemment noirs ; leurs yeux sont de couleur foncée, leur crâne est brachycéphale et globuleux supérieurement, leur tête paraît sphérique, leur front est arrondi, un peu fuyant vers les tempes ; leurs os malaires sont quelque peu saillants latéralement et leurs organes thoraciques sont plus développés que leurs organes abdominaux. Le descriptif de M. Lagneau reprend une étude ethnologique publiée en 1862 par Dominique Alexandre Godron, étude dans laquelle M. Godron cherche à démontrer que « les Lorrains sont essentiellement Gaulois d'origine ».
En 2006, Jean-Louis Kieffer indique que le Lorrain germanophone est plus rigoureux, plus respectueux de l'ordre, plus religieux et plus introverti que le Lorrain roman. C'est grosso modo ce que disait déjà Colette Méchin en 1999.

## Migrations
Concernant les migrations du XVIIIe siècle, un certain nombre de Lorrains se sont dirigés vers le Banat et la Batschka, dans le royaume de Hongrie. 2 500 à 3 000 colons de langue française originaires des environs de Metz, de Nancy, de Lunéville et de Sarrebourg fonderont notamment vers 1770 les villages de Charleville, de Saint-Hubert et de Seul(e)tour. Ces trois villages se trouvent en Serbie au XXIe siècle et portent le nom commun de Banatsko Veliko Selo (« Grand village de Banat »),. Dans les années 1830, l'homme politique français Charles Lemercier de Longpré, qui visita l'Europe centrale, écrira à propos de ces Lorrains : « Je me suis détourné de ma route pour voir quelques villages habités par des Français dont les pères avaient été attirés et fixés là par l'impératrice Marie-Thérèse. Ces villages sont situés dans un pays marécageux, arrosé et souvent inondé par le Moros et la Bega, et dont la fécondité paraît compenser l'insalubrité. Mes compatriotes n'ont pas semblé me tenir compte de la peine que j'avais prise pour venir les visiter. C'est tout au plus s'ils se souvenaient de leur origine, dont la tradition ne s'accompagne d'aucune sympathie. La langue française, déjà tout altérée et dégénérée en patois mêlé d'allemand et de slave, cessera d'être parlée chez la génération qui remplacera celle existante. ».
En 1773, douze familles de colons lorrains, presque toutes originaires de la Lorraine allemande, sont installés en Corse, près de Bastia et de l'étang de Biguglia ; ces familles sont rapidement décimées par la malaria et en 1780, elles sont réduites à trois.
Durant le XIXe siècle, une partie notable de la population lorraine (en particulier les germanophones), a migré vers plusieurs destinations, soit principalement : la Pologne russe, la Bavière rhénane, les États-Unis, le Brésil et la ville de Paris,,. À la suite du traité de Francfort de 1871, un certain nombre de personnes lorraines ayant opté pour la nationalité française, ont migré vers l'Algérie.

## Costume traditionnel
Il existe diverses versions du costume traditionnel lorrain, qu'il soit féminin ou masculin.

### XIXesiècle

Costumes lorrains du XIXe siècle par département
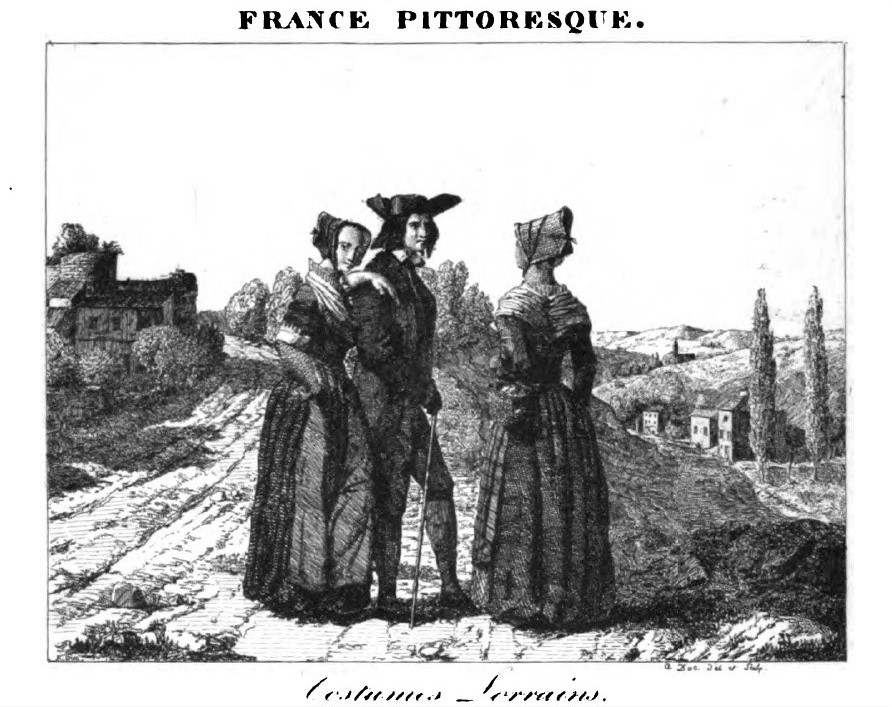
Meurthe
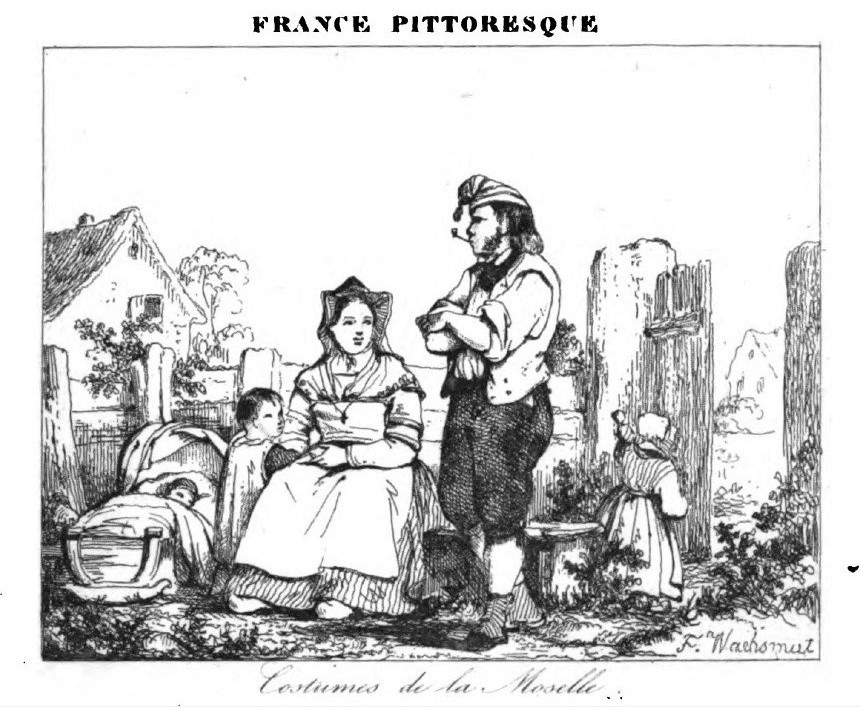
Moselle
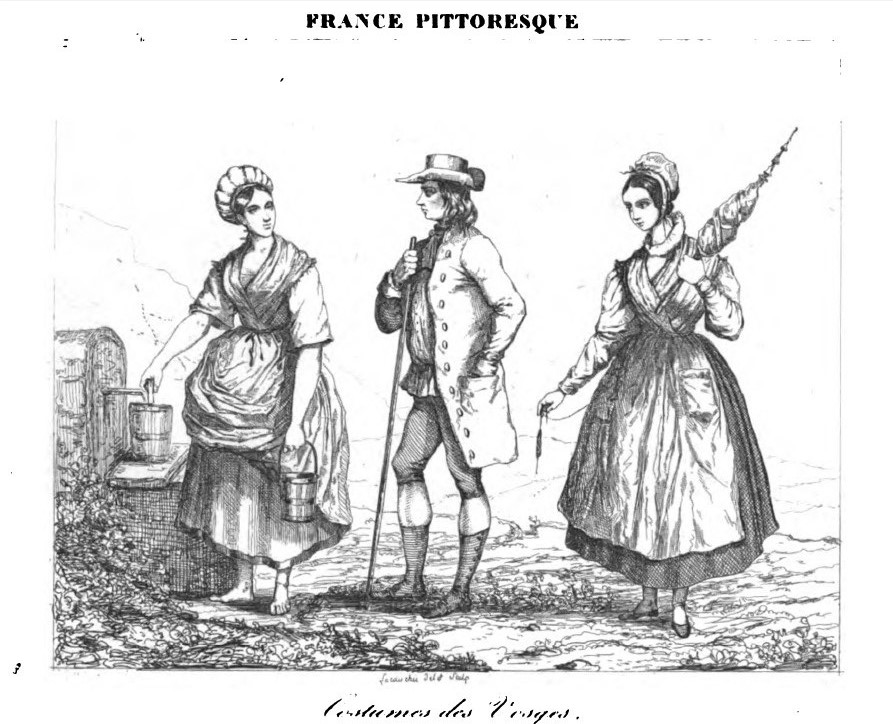
Vosges

Meurthe
L'ancien costume des campagnards de la Meurthe, est resté longtemps sans subir aucun changement. Il ressemblait, avant la Révolution française, au costume de ville du temps de Louis XIV, ou mieux encore à celui des paysans de théâtre. Le tricorne de feutre à bords rabattus, l'habit à basques longues et carrées, la veste ou gilet à poches, d'étoffe pareille à l'habit, la
culotte courte à brayette, les bas de laine à coins, couvrant le genou, et les gros souliers à boucles, tel était ce costume.
Après la Révolution, il a disparu de presque tous les cantons où l'habillement des paysans a suivi les variations de celui des artisans habitant les villes. Cependant on le trouve encore dans quelques villages reculés en 1835. Il est toujours en gros drap de couleur verte, violette ou brune. Les fréquentes variations de l'atmosphère rendent l'usage habituel des vêtements de draps presque nécessaire dans le département.
L'ajustement des femmes offre une espèce de chapeau de paille jaune, entouré de galon de velours noir, dont elles couvrent et garantissent leurs coiffes de toile et qu'elles attachent sous le menton avec des rubans de couleur noire. Autrefois les paysans de tous les cantons portaient presque toujours des sabots ; vers 1835 cette chaussure n'est guère en usage que près des Vosges ; ailleurs, seuls les domestiques en portent.
Vosges
Vers 1835 le costume des paysans des Vosges est simple et commode, les hommes portent les cheveux longs et se couvrent la tête avec un chapeau à larges bords légèrement relevés ; ils ont un habit carré à larges basques et dessous une veste très ample, des culottes courtes, des bas de laine, de petites guêtres qui leur montent jusqu'à mi-jambes ; ils portent généralement des souliers, bien qu'il se fabrique dans le pays des sabots estimés.
Le costume des femmes est composé d'étoffes à couleurs vives, soit de laine, de fil ou de coton. Leurs longs cheveux, partagés sur le front et formant deux bandeaux plats, sont relevés en chignons et contenus sous un petit bonnet que des barbes rattachent sous le menton. La coiffure des femmes de Saint-Maurice, dans la vallée de la Moselle, est gracieuse, et offre l'image assez fidèle d'un petit turban à côtes cannelées.